# Villegas
|  | Per a altres significats, vegeu «Villegas (desambiguació)». |

Villegas és un municipi de la província de Burgos a la comunitat autònoma de Castella i Lleó. Forma part de la comarca d'Odra-Pisuerga.

## Demografia
| 1991 |  | 1996 |  | 2001 |  | 2004 |
| ---- |  | ---- |  | ---- |  | ---- |
| 140  |  | 135  |  | 123  |  | 116  |

## Personatges il·lustres
- Víctor Gutiérrez Gómez (1913-1936), religiós Marista amb el nom d'Hermano Lino Fernando, beatificat, amb altres 498 Víctimes de la persecució religiosa durant la Guerra Civil Espanyola, el 28 d'octubre de 2007 a Roma.[1]